# SMS Nassau
SMS Nassau byla první německou bitevní lodí typu dreadnought. Byla postavena jako přímá odpověď na spuštění britské HMS Dreadnought. Jejími sesterskými loděmi byly SMS Rheinland, SMS Posen a SMS Westfalen. Byla pojmenována po německém knížectví Nassau (Nasavsko).

## Stavba

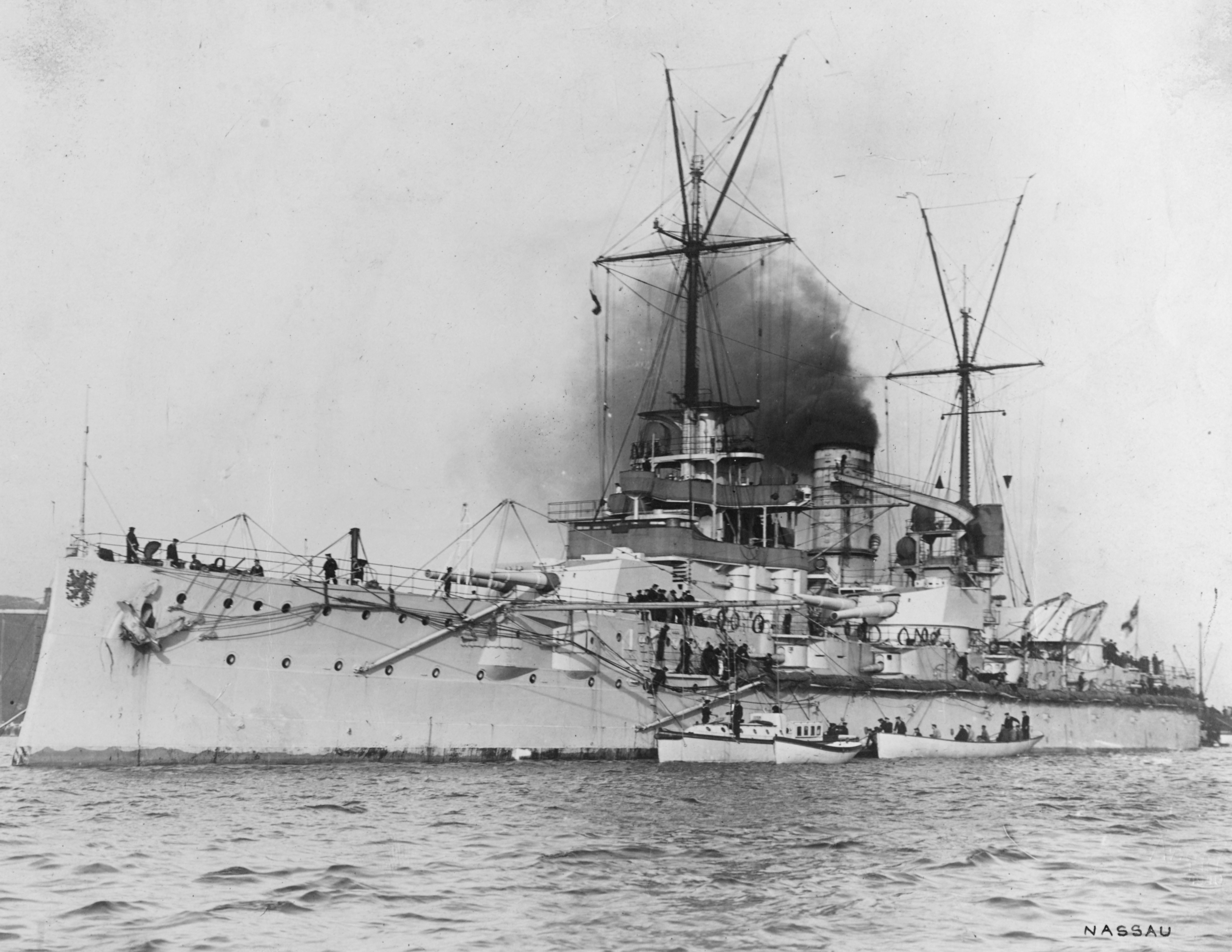
Nassau

Kýl lodi byl položen 22. července 1907 v loděnicí Kaiserliche Werft Wilhelmshaven ve Wilhelmshavenu. Spuštěna na vodu byla o necelý rok později 7. března 1908 a do služby vstoupila 1. října 1909.

## Služba

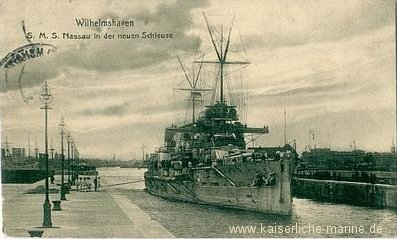
Nassau

První světová válka zastihla SMS Nassau ve službě u Baltské floty. V srpnu 1915 se účastnila bitvy v Rižském zálivu. Později se svými sesterskými loděmi participovala na bitvě u Jutska. Nassau zde vystřelila 106 střel z hlavní baterie a sama byla dvakrát zasažena. Během bitvy se srazila s britským křižníkem HMS Spitfire. Z její posádky bitvu nepřežilo 11 mužů a 16 jich bylo zraněno. Po skončení války se stala válečnou kořistí Japonska. To nemělo pro již zastaralou loď žádné využití a tak ji v roce 1920 prodalo jedné britské společnosti na sešrotování. Stalo se tak roku 1921 v nizozemském Dordrechtu.